# Veslonožci
Veslonóžci (znanstveno ime Suliformes) so red ptic, v katerega po sodobni klasifikaciji uvrščamo 61 vrst v štirih družinah:
- burnice (Fregatidae)
- strmoglavci (Sulidae)
- kačjevratniki (Anhingidae)
- kormorani (Phalacrocoracidae)

Tradicionalno so med veslonožce (takson Pelecaniformes) uvrščali vse družine z »veslastimi« nogami, poleg naštetih še tropike in pelikane, novejše raziskave pa so razdelile red v tri različne, od njih pelikane skupaj s čapljami v red močvirnikov (novi takson Pelecaniformes). Strmoglavci in njihovi najbližji sorodniki kormorani so bili že prej prepoznani kot naddružina Suloidea, zato so po strmoglavcih poimenovali tudi novo opredeljen takson veslonožcev.